# رویال رامبل (۲۰۲۴)
رویال رامبل (به انگلیسی: Royal Rumble) یک رویداد غیر رایگان کشتی حرفه ای بود که توسط کمپانی دبلیودبلیوئی تولید شد. این سی و هفتمین رویداد سالانه رویال رامبل بود که این دوره در ۲۷ ژانویه ۲۰۲۴ در شهر در سنت پترزبورگ در ایالت فلوریدا برگزار شد. این سومین رویال رامبل بود که در ناحیه خلیج تامپا برگزار می‌شود (پس از رویدادهای ۱۹۹۵ و ۲۰۲۱) و همچنین، دومین رویداد پس از سال ۲۰۲۱ که در ورزشگاه تروپیکانا فیلد برگزار شد؛ البته با این نکته که رویداد قبلی در اواسط دوران دنیاگیری کووید-۱۹ صورت گرفت و به همین خاطر بدون تماشاگر بود و این، اولین رویال رامبل در ورزشگاه بود که با حضور تماشاگران صورت گرفت.
این رویداد حول محور مسابقه رویال رامبل است و بر طبق رسم این رویداد، برنده این مسابقه، حق دادن مسابقه‌ای بر سر کمربند جهانی در رسلمنیا آن سال دریافت می کند. برای رویداد ۲۰۲۴، هر دو برنده مرد و زن، حق انتخاب کمربندی جهانی به دلخواه برای مسابقه در رسلمنیا ۴۰ دارند. برنده مرد می‌تواند قهرمان کمربند سنگین‌وزن وزن جهان در برند راو یا قهرمان کمربند بی چون و چرای دبلیودبلیوئی یونیورسال در برند اسمک‌داون را برای مسابقه انتخاب کند؛ برنده زن نیز می‌تواند از بین قهرمان کمربند جهانی زنان در برند راو و یا قهرمان کمربند زنان دبلیودبلیوئی در برند اسمک‌داون، یک نفر را برای مسابقه در رسلمنیا انتخاب کند. نخستین مسابقه این رویداد، مسابقه رویال رامبل زنان بود که بیلی از اسمک‌داون موفق به پیروزی در این مسابقه شد و همچنین رکورد طولانی‎‌ترین زمان حضور در رویال رامبل زنان را به مدت ۱ ساعت و ۳ دقیقه شکست. آخرین مسابقه رویداد نیز مسابقه رویال رامبل مردان بود که کودی رودز از برند راو توانست برای دومین سال متوالی برنده شود. این باعث شد رودز اولین کشتی‌گیر پس از استون کلد استیو آستین (۱۹۹۷ و ۱۹۹۸) باشد که در دو رویداد متوالی رویال رامبل، پیروز این مسابقه شده است و در مجموع چهارمین کشتی‌گیر پس از آستین، شاون مایکلز (۱۹۹۵ و ۱۹۹۶) و هالک هوگان (۱۹۹۰ و ۱۹۹۱) شود.
علاوه بر دو مسابقه رویال رامبل، دو مسابقه دیگر نیز در این رویداد برگزار شد که هر دو برای کمربندهای قهرمانی اسمک‌داون بود. در اولین مسابقه، رومن رینز توانست از کمربند قهرمانی بی چون و چرای دبلیودبلیوئی یونیورسال خود مقابل رندی اورتن، ای‌جی استایلز و ال ای نایت در یک مسابقه ۴ نفره دفاع کند؛ همچنین لوگان پاول هم از طریق دیسکالیفه شدن کوین اونز، توانست از کمربند قهرمانی ایالات متحده خود مقابل او دفاع کند.
مسابقه رویال رامبل زنان به طور مشخص اولین حضور جید کارگیل در داخل رینگ دبلیودبلیوئی پس از امضای قرارداد با این شرکت در سپتامبر ۲۰۲۳ بود. علاوه بر این، قهرمان کمربند زنان کمپانی تی‌ان‌ای، جوردین گریس، نیز در این مسابقات شرکت کرد. این رویداد همچنین شاهد بازگشت نیومی، لیو مورگان، آندراده، اوماس و سمی زین در مسابقات رویال رامبل مردان و زنان بود؛ همچنین نخستین مسابقه رسمی سی‌ام پانک در دبلیودبلیوئی پس از رویال رامبل ۲۰۱۴.

## زمینه سازی
رویال رامبل شامل مسابقاتی که بین دشمنی‌های موجود، ماجراها و استوری‌هایی که پیش از این در برنامه‌های راو و اسمک‌دان پخش شده بود است. کشتی‌گیرها با توجه به مسابقات یا سری اتفاقاتی که برایشان رخ می‌دهد و تنش‌ها را به حداکثر می‌رساند، نقش منفی یا قهرمان به خود می‌گیرند و در این رویداد به مسابقه و رقابت می‌پردازند.رویال رامبل علاوه بر مسابقاتی که گفته شد، شامل مسابقه‌ی ویژه‌ای در هر دو بخش مردان و زنان است که ۳۰ کشتی‌گیر از تمامی برندهای دبلیودبلیوئی به نوبت قرعه‌کشی شده در رینگ حضور پیدا کرده و به انداختن حریفان به بیرون از رینگ می‌پردازند، آخرین کشتی‌گیری که در رینگ باقی بماند پیروز مسابقه خواهد شد و شانس مسابقه با یکی از قهرمانان دبلیودبلیوئی در مسابقه‌ی اصلی پی پر ویو رسلمانیا ۴۰ را کسب خواهد کرد.

## پس آیند
در طول کنفرانس مطبوعاتی پس از رویداد رویال رامبل، کودی رودز، که برنده مسابقات رویال رامبل مردان به عنوان کشتی‌گیر برند راو شد، تصمیم خود را در مورد اینکه چه کسی را برای مسابقه در رسلمنیا انتخاب می‌کند، گرفت. او گفت که در حالی که به سث "فریکن" رالینز و قهرمانی سنگین وزن او احترام می گذارد، اعلام کرد که باید "داستان خود را به پایان برساند" و رومن رینز را برای قهرمانی جهانی بی چون و چرای دبلیودبلیوئی یونیورسال شکست دهد. این اتفاق سبب شد تا این دو نفر مجددا و پس از رسلمنیا ۳۹‌ با همدیگر مسابقه دهند.
روز بعد در برنامه The Bump که در کانال یوتیوب دبلیودبلیوئی پخش می‌شود، بیلی، که در مسابقه رویال رامبل زنان به عنوان کشتی گیر اسمکدان برنده شد، تا حدودی تأیید کرد که ریا ریپلی را برای مسابقات قهرمانی جهانی زنان راو در رسلمنیا ۴۰ انتخاب خواهد کرد که این انتخاب او تا حد زیادی به دلیل این بود که قهرمان کمربند زنان دبلیودبلیوئی در برند اسمک‌داون، ایو اسکای، یعنی هم‌تیمی بیلی است.

## نتایج
| شماره | نتیجه                                                                                 | نوع مسابقه                                                                                       | مدت زمان |
| ----- | ------------------------------------------------------------------------------------- | ------------------------------------------------------------------------------------------------ | -------- |
| 1     | پیروزی بیلی با حذف کردن لیو مورگان به عنوان آخرین نفر                                 | مسابقه ۳۰ نفره رویال رامبل زنان بر سر حق دادن مسابقه بر سر کمربندان قهرمانی زنان در رسلمنیا ۴۰   | ۱:۰۵:۰۰  |
| 2     | پیروزی رومن رینز (ق) (به همراه پاول هیمن) مقابل ای‌جی استایلز، رندی اورتن و ال ای نایت | مسابقه چهار نفره بر سر عنوان قهرمانی بی چون و چرای دبلیودبلیوئی یونیورسال                        | ۱۹:۳۰    |
| 3     | پیروزی لوگان پاول (ق) مقابل کوین اونز                                                 | مسابقه تک به تک بر سر عنوان قهرمانی ایالات متحده دبلیودبلیوئی                                    | ۱۴:۰۰    |
| 4     | پیروزی کودی رودز با حذف کردن سی‌ام پانک به عنوان آخرین نفر                             | مسابقه ۳۰ نفره رویال رامبل مردان بر سر حق دادن مسابقه بر سر کمربندان قهرمانی مردان در رسلمنیا ۴۰ | ۱:۰۸:۲۵  |